# 王敔
王敔（1656年—1731年），字虎止，衡陽人。
王船山第四子。入邑庠，為諸生，娶劉象賢之女，生一子王範，還有二女，曾修《湘鄉縣志》。康熙四十二年，湖廣學政潘宗洛請王敔刊刻船山遺書。著有《蕉畦存稿》、《笈雲草》、《姜齋公行述》等。